# Laurens Axelsen Thott
Laurens Axelsen Thott (død 1483) var en dansk og senere svensk rigsråd. Han var søn af Axel Pedersen Thott og dennes 2. hustru, Ingeborg Ivarsdatter.
I 1447, efter faderens død (omkring 1446), var han endnu umyndig, men benævnes i 1459 ridder. Han fik i 1462 pantsat Grubbe-Ordrup i Voldborg Herred af sin bror Philippus og blev, uvist hvornår, ejer af Næsbygård, det nuværende Næsbyholm i Tybjerg Herred. I 1465 nævnes han som lensmand på Stege og samme år en enkelt gang som rigsråd.
I juli 1466 var han tilstede på retterting i København, men da Nyköpingmødet i efteråret samme år førte til et brud mellem Christian 1. og flere af Axelssønnerne, kom han til at dele skæbne med brødrene Erik og Iver. Han tog fra da af ophold i Sverige, mens hans danske gods tildømtes kronen, og han bl.a. mistede sit pant Skælskør by.
På Kalmarmødet 1472 bestemtes det, at alle, der havde mistet deres gods under uenigheden mellem Danmark-Norge og Sverige, straks skulle have det igen, dog med undtagelse af det krongods, som de havde i pant, og at Laurens Axelsen skulle have Skælskør tilbage, indtil det ved en dom af rigsråder fra de 3 riger var afgjort, hvem byen tilkom. Men disse bestemmelser, der blev gentaget 1474, og som bevirkede, at Næsbygård senere gik i arv til Laurens' børn, fik ham i alt fald ikke til at vende tilbage til Danmark. Han opholdt sig især i Finland, hvor han 1468 var blevet lensmand på Raseborg, men nævnes dog også som medlem af det svenske rigsråd.
Broderen Erik havde kort før sin død (1481) overdraget slotslovene over sine finske len Vyborg, Tavastehus og St. Olofsborg til Iver og Laurens, og Sten Stures forsøg på at komme i besiddelse af disse len førte ikke til noget resultat, mens Laurens, der nu nævnes som høvedsmand på Vyborg, levede. Han døde imidlertid i 1483 (mellem 1. februar og 20. juni).
I Sverige havde Laurens Axelsen af sin bror Erik fået overdraget gården Årsta i Sødermanland.
Han var to gange gift, først med den danskfødte Karen Jonsdatter Viffert, der druknede i 1468 ved Raseborg, og derefter med Catharina, der var datter af svenskeren Erik Nipertz og enke efter Erik Nilsson (Oksenstjerna) og også overlevede Laurens.